# Caminos de Guadalupe (Cáceres)

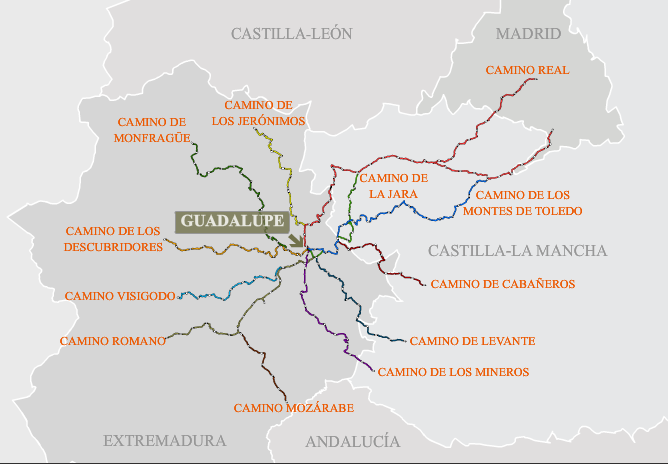
Algunos de los caminos que llevan a Guadalupe

Los Caminos de Guadalupe son las rutas de peregrinación habituales a Guadalupe (Cáceres), un importante centro de peregrinación proveniente de diversas partes de España y Portugal. Tras el inicio de la construcción del monasterio de Santa María de Guadalupe en 1337 por orden de Alfonso XI se creó una red de caminos que unían los principales núcleos de población del centro peninsular (Plasencia, Talavera, Cáceres, Mérida, Ciudad Real, Toledo, Madrid) con Guadalupe. En la actualidad se conoce y conserva el trazado de veintitrés de estos caminos históricos, que actúan como recta final de caminos más largos que comunican todos los extremos de la península con la villa de Guadalupe.Es especialmente importante la afluencia de peregrinos con origen en las tierras situadas entre el río Tajo, en Extremadura y Castilla-La Mancha, y el río Guadalquivir, en Andalucía.

## Red de Caminos a Guadalupe

### Camino Real de Madrid
El camino Real de Madrid puede calificarse como el más transitado y destacado, debido a su condición de eje vertebrador de la comunicación peninsular y, sobre todo, al patrocinio de los reyes, de donde recibe su nombre. 
Camino de importancia internacional como lo prueba que fuera transitado en 1546, utilizando también el llamado camino romano y portugués vía Mérida, por el erudito portugués Gaspar Barreiros, a la sazón embajador del rey de Portugal, en su viaje desde Lisboa a Milán, pasando por Guadalupe, donde decide hacerse sacerdote, y de cuyo recorrido deja constancia en la Corografía conservada en la Universidad de Sevilla y en la Biblioteca Nacional de Portugal.

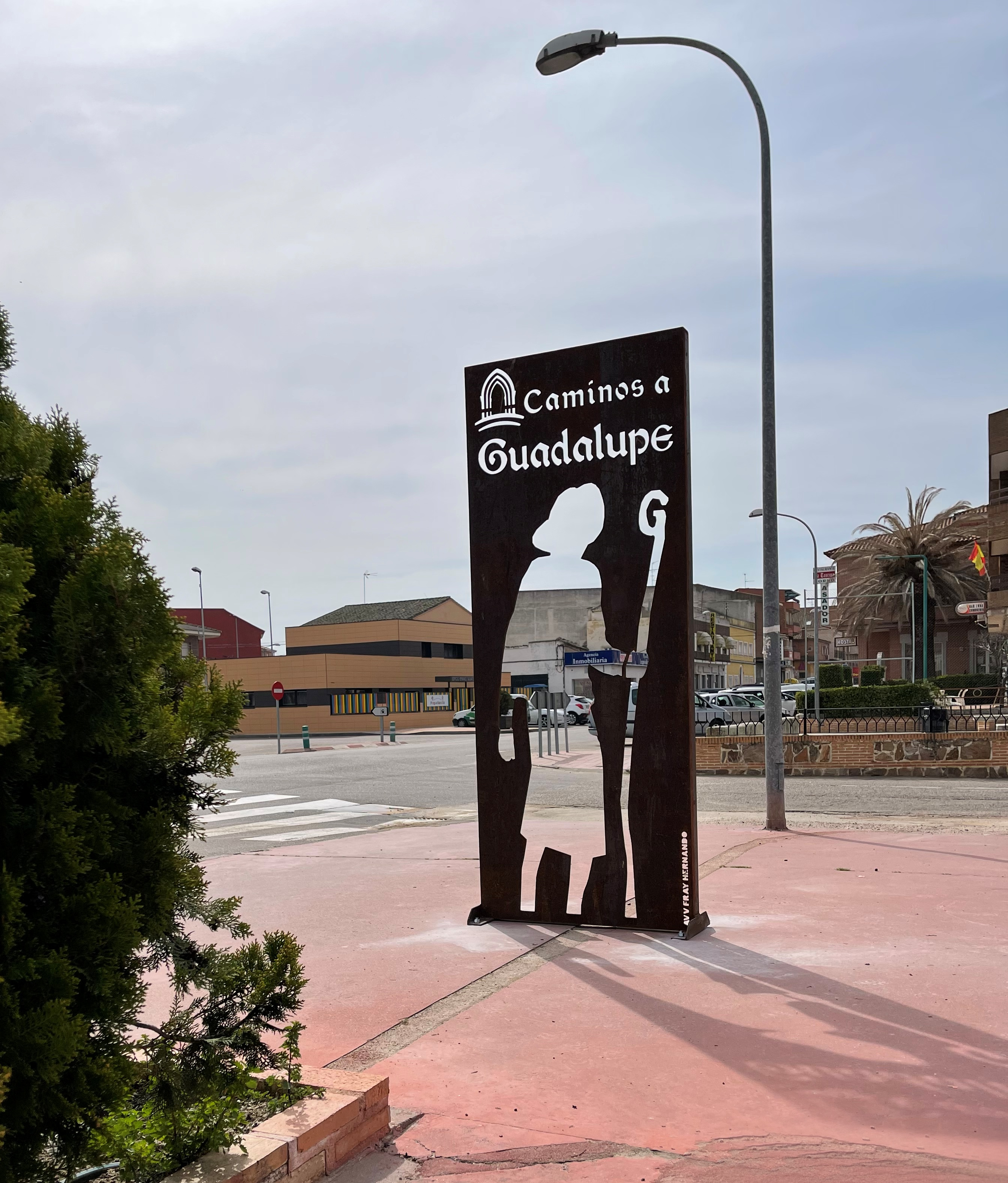
Escultura del Peregrino a Guadalupe en Santa Olalla (Toledo).

Este hecho es de vital importancia para conocer los hitos de paso de este camino, concordante con otras fuentes históricas, que termina dando lugar a dos importantes carreteras nacionales, la A-5 y la A-2 y que une con Guadalupe también de forma destacada, entre otros lugares y santuarios marianos significativos, los monasterios de Montserrat en Barcelona y la Basílica de El Pilar en Zaragoza.
Se ha recogido la evolución del itinerario histórico del camino Real entre Las Ventas de Retamosa y Santa Olalla atendiendo también a razones logísticas, a la desaparición de antiguos lugares de paso del trazado histórico primitivo entre Las Ventas de Retamosa y Novés y a la integración de todos los pueblos que han formado parte de dicha evolución del camino.
Recorrido: Madrid, Alcorcón, Móstoles, El Álamo, Casarrubios del Monte, Las Ventas de Retamosa*, Santa Cruz del Retamar, Quismondo, San Silvestre (Novés), Maqueda, Santa Olalla*, El Bravo (Los Cerralbos), Brugel (Lucillos), Cazalegas, Talavera de la Reina, Calera y Chozas, Alcolea de Tajo, Oropesa, Puente del Arzobispo, Villar del Pedroso, Carrascalejo, Navatrasierra-Hospital del Obispo, Guadalupe. El punto de partida de la Corte en Madrid puede ser punto intermedio para quienes vengan por camino real desde lugares como Basílica de El Pilar (Zaragoza), monasterio de Montserrat, Barcelona y peregrinos provenientes de Europa entrando por el antiguo Reino de Aragón.

### Camino Real de Madrid por la Cañada Real
Se trata de una variante, que sale del camino Real de Madrid, propuesta por algunas Asociaciones, dado que en Las Ventas de Retamosa toma el camino del Honrado Concejo de La Mesta por la Cañada Real Segoviana, la cual transcurre, alejada de los núcleos urbanos de los pueblos, por los términos de Camarena, Fuensalida, Novés, Torrijos y Gerindote. Al pasar por Gerindote el camino transcurre por la vereda del camino talaverano pasando por Carmena y La Mata, población donde empalma con el camino Real de Toledo. 
Recorrido: Camino Real de Madrid a Guadalupe hasta Las Ventas de Retamosa (con variante de conexión con camino real de Toledo por cañada real): Las Ventas de Retamosa, Camarena, Novés, Fuensalida, Torrijos, Gerindote, Carmena, La Mata (aquí enlaza con el camino Real de Toledo) 

### Camino Real de Toledo
El camino Real de Toledo es otro de los caminos destacados. Parte de la Catedral o de San Juan de los Reyes, va paralelo al río Tajo hasta que confluye con el camino Real de Madrid en el término de Cazalegas, justo antes de entrar en el término de Talavera de la Reina sobre el puente del río Alberche.
Recorrido: Venta Estivel, Albarreal de Tajo, Burujón, Escalonilla, La Mata, Erustes, Cebolla, Montearagón, confluye en la Venta del Alberche (Cazalegas), antes de comenzar término de Talavera de la Reina, con camino real de Madrid.

### Camino de los Montes de Toledo
En la antigua calzada que unía Toletum (Toledo) y Emérita Augusta (Mérida) el Camino a Guadalupe por los Montes de Toledo parte de Toledo y discurre por un trayecto de 196 km y las localidades de Guadamur, Polán, Noez, Totanés, Gálvez, Menasalbas, Navahermosa, Los Navalmorales, Espinoso del Rey, Robledo del Mazo, Buenasbodas, Gargantilla, Campillo de la Jara, Puerto de San Vicente, Alía y Guadalupe.

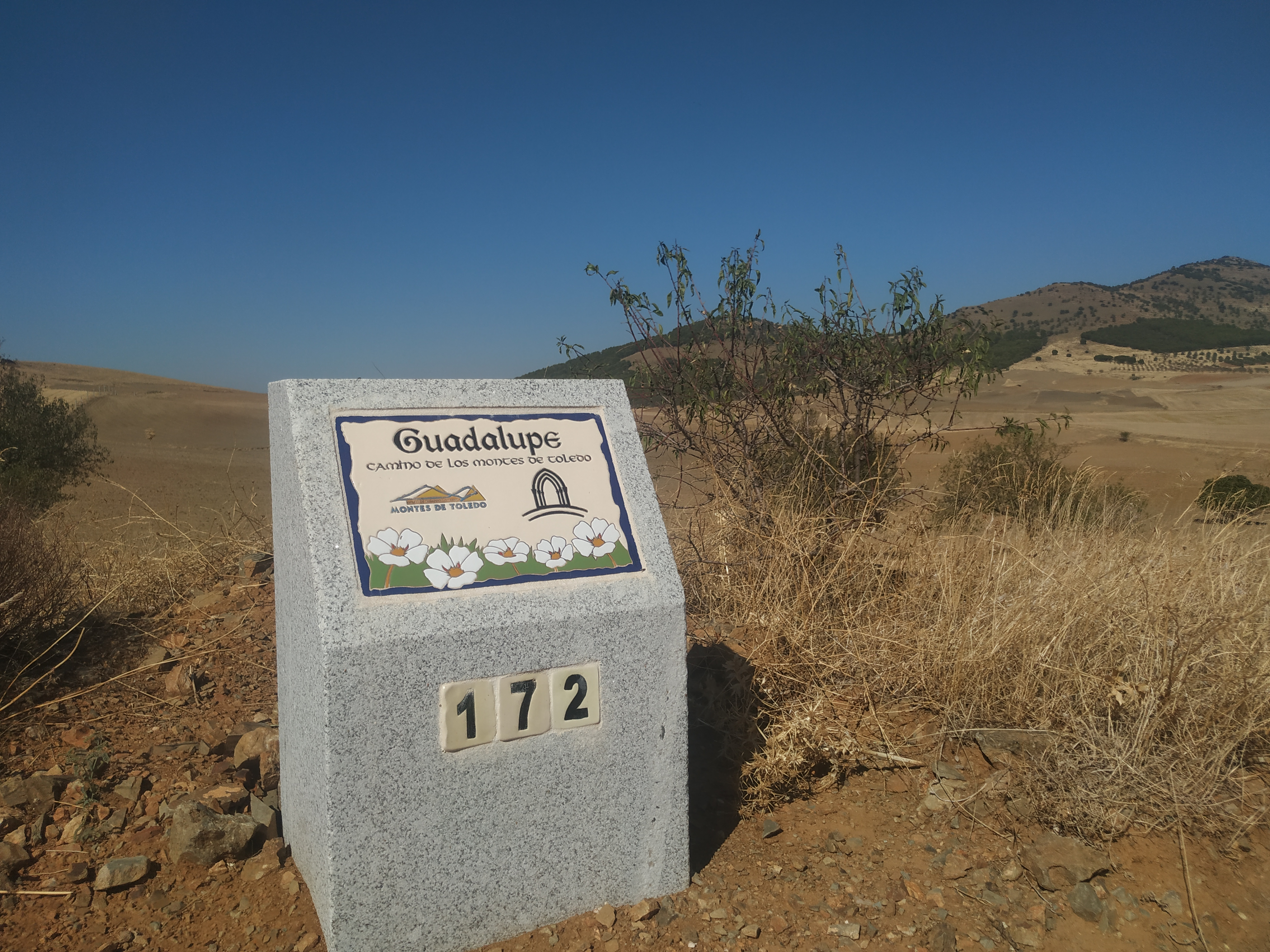
Camino de Guadalupe por los Montes de Toledo. Hito de granito en el kilómetro 172 en el término de Noez

Hay constancia de la utilización por los peregrinos de esta vía desde finales del siglo XIV. Tiene la particularidad que discurre completamente por territorio de la Archidiócesis de Toledo, por lo que debió ser muy transitado entre los que iniciaban la peregrinación desde la capital de la Archidiócesis hasta el monasterio guadalupense.
Este camino es de especial valor paisajístico y medioambiental y se encuentra completamente señalizado con hitos de granito a cada kilómetro, señales de madera en las bifurcaciones y planos de cada tramo a la entrada de cada localidad. Actualmente, ninguna localidad dispone de albergues en el Camino a Guadalupe por los Montes de Toledo.

### Camino de Poniente
Se conocen viajes de peregrinos desde Lisboa ya durante el siglo XV, entre ellos el arzobispo de Lisboa Alonso Noguera, que junto con un selecto séquito fue a Guadalupe a agradecer a la Virgen el haber sanado al rey Alfonso V de Portugal. En la actualidad el camino coincide con el tramo del Camino de Santiago Portugués que va desde Lisboa hasta Évora pasando por Setúbal y Alcácer do Sal. El tramo entre Évora y Badajoz no está bien acondicionado en la actualidad. En Badajoz se toma el enlace hasta el Camino de Santiago de la Plata en Mérida y el tramo a partir de Mérida a veces se denomina Camino Romano.
Existe una variante en Portugal conocida como Camino de Alfonso V. Este rey, tras sanar de su enfermedad y un tiempo después del viaje del arzobispo de Lisboa y algunos caballeros, se dirigió a Guadalupe a dar gracias a la Virgen. Desde Ceuta desembarcó en Tavira, yendo después a Évora, donde tomó el trazado principal del Camino de Poniente.
Este camino, al enlazar con el Camino de la Plata en Mérida, es el habitualmente utilizado por los peregrinos provenientes de Sevilla, Cádiz y Huelva.
Junto con el Camino de Levante forman el denominado Camino Transibérico, al recorrer toda la península de este a oeste desde Valencia hasta Lisboa.

### Camino de Levante
La primera constancia del uso de este camino es del año 1463 por el rey Enrique IV, que partió de Saceruela (Ciudad Real). Desde esta localidad tiene un trayecto de 114 km. El camino une Valencia con Guadalupe, pasando por Albacete y Ciudad Real, y sirve de conexión con numerosos caminos provenientes de las grandes ciudades del sureste de la península: Alicante, Cartagena, Murcia, Lorca, Jaén, Granada y Almería. 
El último tramo del camino, compuesto por los municipios de Saceruela, Agudo, Fuenlabrada de los Montes, Herrera del Duque y Castilblanco, también recibe el nombre de Camino del Sácer.
Junto con el Camino de Levante forman el denominado Camino Transibérico, al recorrer toda la península de este a oeste desde Valencia hasta Lisboa.

### Camino Mozárabe
Tiene su origen en Monterrubio de la Serena y un trayecto de 160 km. En su primer tramo comparte buena parte del recorrido con el Camino de Santiago Mozárabe, que proviene de Córdoba, Jaén, Granada, Málaga y Almería.

### Camino de los Descubridores
Tiene su origen en Cáceres, donde conecta con la Vía de la Estrella hasta Viseu y Braga, confluyendo esta a su vez con el Camino de Santiago Portugués hasta Pontevedra y Santiago de Compostela. El trayecto entre Cáceres y Guadalupe es de 133 km.

### Camino de Monfragüe
Tiene su origen en Plasencia, donde conecta con el Camino de la Plata que llega hasta Astorga pasando por Salamanca y Zamora. El trayecto desde Plasencia hasta Guadalupe es de 158 km.

### Otros caminos
Otros caminos más cortos, menos utilizados o que pueden considerarse variantes o extensiones de los anteriores son:
- Camino de Guadalupe de Cabañeros: con origen en Alcoba de los Montes y un trayecto de 124 km.
- Camino de Guadalupe de los Mineros: con origen en Almadén y un trayecto de 124 km.
- Camino de Guadalupe Visigodo: con origen en Alcuéscar y un trayecto de 134 km.
- Camino de Guadalupe de los Jerónimos: con origen en Cuacos de Yuste y un trayecto de 125 km.
- Camino de Guadalupe de Felipe II: parte de San Lorenzo de El Escorial y se une con el Camino Real en El Álamo.
- Camino del Norte: parte de Segovia y se une con el Camino de Felipe II a la altura de Galapagar.
- Camino de los Pastores: parte de Ávila en dirección sur y se une con el Camino Real en Oropesa.
- Camino de los Monjes: se inicia en Guadalajara y, tras pasar por Aranjuez, llega hasta Toledo. Desde Toledo los peregrinos pueden seguir el Camino de los Montes de Toledo o tomar el Camino Real.